# The Day the Country Died
The Day the Country Died è il primo album della punk band inglese Subhumans. L'album fu registrato in cinque giorni nel giugno 1982 e pubblicato nel 1983 dall'etichetta Spiderleg Records. In seguito è stato ripubblicato da Bluurg Records, l'etichetta di proprietà della band.
The Day the Country Died è stato influenzato dal romanzo 1984 di George Orwell. Il segno più evidente di questa influenza è il brano Big Brother (il nome del dittatore nel libro di Orwell) in cui si parla dell'eccessivo controllo esercitato dai media sulla vita delle persone.

## Tracce
1. All Gone Dead – 1:53
2. Ashtray Dirt – 1:22
3. Killing – 1:49
4. Minority – 1:17
5. Mickey Mouse Is Dead – 2:44
6. Nothing I Can Do – 2:30
7. Dying World – 2:57
8. Subvert City – 4:14
9. Big Brother – 1:55
10. New Age – 1:49
11. I Don't Wanna Die – 1:29
12. No – 1:49
13. Zyklon-B-Movie – 2:12
14. 'Til the Pigs Come Round – 2:01
15. No More Gigs – 2:53
16. Black and White – 3:36

## Formazione
- Dick Lucas - voce
- Bruce Treasure - chitarra, voce d'accompagnamento
- Grant Jackson - basso
- Trotsky - batteria